# Mississippi Queen
Mississippi Queen (с англ. — «Королева Миссисипи») — песня американской рок-группы Mountain, выпущенная на их альбоме 1970 года Climbing!. Песня считается классикой рок-музыки, и самым успешным синглом группы, достигшим 21 места в чарте Billboard Hot 100.

## Обзор
«Mississippi Queen» была записана на нью-йоркской студии Record Plant во время сессий к альбому 1970 года Climbing!. Барабанщик Корки Лейнг рассказывал, что написал часть текста и партии барабанов ещё до прихода в группу. Позже, когда гитарист Лесли Уэст писал текст к написанной им гитарной партии, Лейнг показал ему «The Queen» и они сложили свои наработки в единое целое. Когда группа приступила к записи «Mississippi Queen», басист и продюсер Феликс Паппаларди настоял на том, чтобы записать множество дублей. Изрядно уставший Лейнг начал использовать ковбелл для отсчёта песни. Паппаларди это так понравилось, что он решил оставить ковбелл в финальном миксе, создав тем самым легко узнаваемое интро.
Песня была выпущена синглом и заняла 21 место в чарте Billboard Hot 100. Би-сайдом к синглу была выбрана песня «The Laird», написанная Паппаларди совместно с Гейл Коллинс, создавшей обложку Climbing!. В Японии, помимо обычного варианта сингла, был издан мини-альбом «Mississippi Queen», в который кроме заглавной песни были включены «For Yasgur’s Farm», «Dreams of Milk and Honey» и «Blood of the Sun». Две последние песни были в оригинале изданы на сольном альбоме Лесли Уэста Mountain, выпущенном в 1969 году.

## Версия Оззи Осборна
Оззи Осборн выпустил песню на своём кавер-альбоме 2005 года Under Cover. Песня также была выпущена в качестве сингла и заняла 10 строчку чарта Hot Mainstream Rock Tracks.

## Другие кавер-версии
- Американская метал-группа W.A.S.P. включила кавер версию песни в свой альбом The Last Command изданный в 1985 году. (В альбом «The Last Command» эта композиция не входит.)
- Стендап-комик Сэм Кинисон записал пародийную версию песни для своего альбома 1990 года Leader of the Banned. На песню был снят видеоклип.
- В 2008 году Ministry выпустили песню на своём кавер-альбоме Cover Up.
- В том же году Molly Hatchet выпустили песню на своём кавер-альбоме Southern Rock Masters.
- Шведская слиз-рок-группа Vains of Jenna выпустила песню на своём кавер-альбоме 2011 года Reverse Tripped.
- Песня была выбрана открывающим номером первого концерта Leighton Acres Orchestra, и была выпущена в качестве специального трека на их альбоме Stephanie Wu: Live from Leighton Acres.

## Использование в поп-культуре
- Песня использовалась в видеоиграх Rock Band и Guitar Hero III: Legends of Rock.[9] и в расширенном издании к игре Grand Theft Auto 5, где играет на радиостанции Los Santos Rock Radio.

Песня была использована в следующих фильмах и сериалах:
- 1971: В фильме «Исчезающая точка». Когда Ковальски заезжает за таблетками домой к своему знакомому байкеру Энджелу.
- 1987: В фильме «Он моя девочка»
- 1992: В фильме «В осаде» песня звучит во время полета вертолета с рок-музыкантами на борту.
- 1996: В эпизоде «Homerpalooza» мультсериала «Симпсоны». Гомер слушает песню, отвозя детей в школу во второй раз.
- 1999: В фильме «Первая любовь».
- 2000: В эпизоде «Home Is Where the Ducks Are» сериала «Эд».
- 2005: В фильме «Всё или ничего».
- 2005: В фильме «Придурки из Хаззарда».
- 2006: В фильме «Вне игры».
- 2010: В фильме «Неудержимые».
- 2012: В эпизоде «Weekend at Benson’s» мультсериала «Обычное Шоу». В честь «Mississippi Queen» назван коктейль, острота которого вызывает у Мордекая, Ригби и Бенсона череду галлюцинаций, демонстрируемых зрителю под данную песню.
- 2013: В эпизоде «The Oath» сериала «Американцы».